# Edmund Świdziński
Edmund Leopold Świdziński (ur. 15 listopada 1848 w Wichertowie w Kaliskiem, zm. 1919 w Kijowie) – generał piechoty Armii Imperium Rosyjskiego.

## Życiorys
Syn Ferdynanda i Michaliny z Cieśliskich. Absolwent Moskiewskiego Korpusu Kadetów i 3 Aleksandrowskiej Szkoły Wojskowej w Moskwie. Od 1867 roku oficer rosyjskiej piechoty. W 1882 roku ukończył Nikołajewską Akademię Sztabu Generalnego w Petersburgu i pełnił funkcje dowódcze, sztabowe i w szkolnictwie wojskowym Rosji. Szef sztabu 38 Dywizji Piechoty (29 października 1892 – 22 sierpnia 1894), a później 20 Dywizji Piechoty (22 sierpnia 1894 – 16 marca 1899). Generał major, dowódca I Brygady 19 Dywizji Piechoty (19 maja 1900 – 16 sierpnia 1901). Od 1906 generał porucznik jako dowódca 11 Dywizji Piechoty w Łucku (21 listopada 1908 – 19 czerwca 1910), a następnie 41 Dywizji Piechoty w Kazaniu (19 czerwca 1910 – 16 listopada 1911). Generał piechoty w 1911 wraz z przejściem w stan spoczynku.
Był naczelnikiem Komitetu Organizacyjnego Legionów Polskich, formowanych w 1915 roku u boku wojsk rosyjskich. W latach 1914–1915 inicjator i prezes Komitetu Organizacyjnego Polskich Formacji Wojskowych przy armii rosyjskiej w Warszawie. W okresie styczeń – marzec 1915 naczelnik Organizacji Legionu Polskiego – Legion Puławski (odpowiednik Legionów Polskich przy armii austriackiej). Zniechęcony nieprzychylnym stanowiskiem władz rosyjskich przekazał kierownictwo organizacji gen. Piotrowi Szymanowskiemu i wyjechał do Kijowa. Działał w Towarzystwie Polskiej Wiedzy Wojskowej, a po rewolucji 1917 roku w Związku Wojskowych Polaków. Popierał tworzenie Korpusów Polskich w Rosji, na gruzach armii carskiej. Współdziałał z dowództwem I Korpusu Polskiego – redagował „Wiadomości Wojskowe”. W piśmie ostro występował przeciwko nastrojom kapitulanckim i współpracy z Niemcami. Był autorem licznych artykułów ogólnowojskowych, historycznych i patriotycznych.

## Ordery i odznaczenia
- Medal Niepodległości (pośmiertnie, 9 listopada 1932)[4]
- Order Świętego Stanisława I klasy (Imperium Rosyjskie, 1905)
- Order Świętego Stanisława II klasy (Imperium Rosyjskie, 1885)
- Order Świętego Stanisława III klasy (Imperium Rosyjskie, 1873)
- Order Świętej Anny II klasy (Imperium Rosyjskie, 1889)
- Order Świętej Anny III klasy (Imperium Rosyjskie, 1879)
- Order Świętego Włodzimierza III klasy (Imperium Rosyjskie, 1903)
- Order Świętego Włodzimierza IV klasy (Imperium Rosyjskie, 1896)